# Галеристка
«Галеристка» (англ. The Gallerist) — будущая американская чёрная комедия режиссёра Кэти Янь по сценарию, написанному ей совместно с Джеймсом Педерсеном. Главные роли в фильме исполнят Натали Портман, Дженна Ортега, Давайн Джой Рэндольф, Стерлинг К. Браун, Зак Галифианакис, Даниель Брюль и Кэтрин Зета-Джонс.

## Сюжет
На выставке Art Basel Miami отчаянная галеристка замышляет продать мертвеца.

## В ролях
- Натали Портман
- Дженна Ортега
- Давайн Джой Рэндольф
- Стерлинг К. Браун
- Зак Галифианакис
- Даниэль Брюль
- Кэтрин Зета-Джонс

## Производство
О начале работы над фильмом стало известно в октябре 2024 года. Кэти Ян стала режиссёром и соавтором сценария чёрной комедии совместно с Джеймсом Педерсеном, Натали Портман и Дженна Ортега рассматривались на главные роли. В ноябре на главные роли были утверждены Портман и Ортега, а Давайн Джой Рэндольф, Стерлинг К. Браун, Зак Галифианакис, Дэниел Брюль и Кэтрин Зета-Джонс дополнили актёрский состав. Начало основных съёмок запланировано на декабрь 2024 года во Франции.